# Käthe Kollwitz Museum

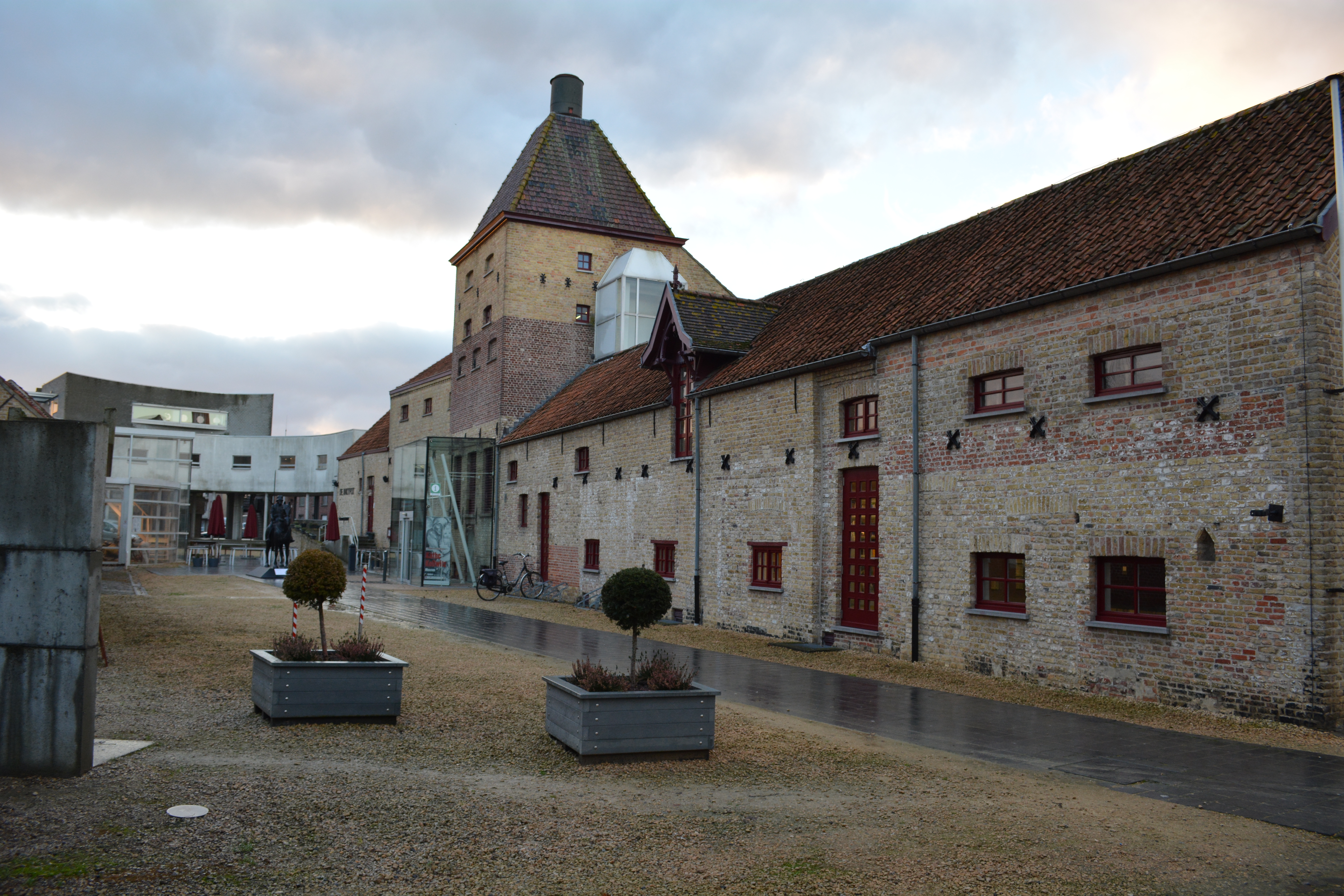
Het Cultureel Centrum van Koekelare. Met de moutast duidelijk herkenbaar waarin het Käthe Kollwitz Museum gevestigd is.

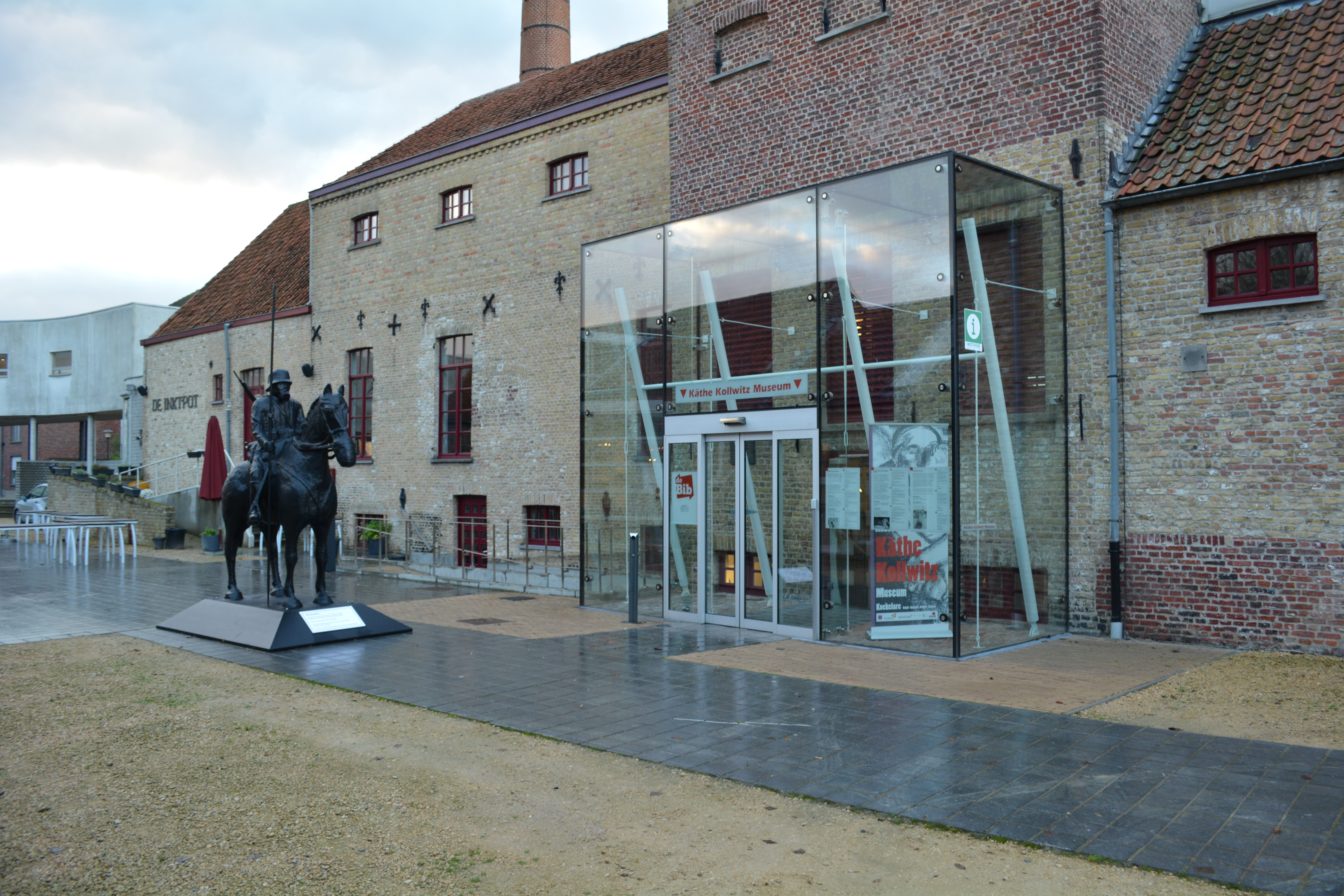
De ingang van het Cultureel Centrum in Koekelare. Binnen in het gebouw vind je onder andere het Käthe Kollwitz Museum, het Fransmansmuseum, de bibliotheek, een vergaderzaal, een restaurant en de dienst Toerisme en Cultuur van Koekelare.

Het Käthe Kollwitz Museum is een onderdeel van het Cultureel Centrum De brouwerij in het Belgische Koekelare. De tentoonstelling in het museum is opgedragen aan Käthe Kollwitz en haar zoon Peter Kollwitz.

## De brouwerijsite
Het Cultureel Centrum van Koekelare is gehuisvest in de gebouwen van de voormalige Brouwerij Christiaen.  De brouwerij sloot in 1968 de deuren en werd in 1985 gekocht door het gemeentebestuur van Koekelare. De site onderging een twee jaar durende restauratie die begon in 1990. De gerestaureerde gebouwen openden op 12 juni 1992 de deuren en gaven plaats aan een bibliotheek, een restaurant, een vergaderruimte, administratieve diensten van de gemeente, het Fransmansmuseum (in de bijgebouwen van de brouwerij) en de Käthe Kollwitz-toren in de voormalige moutast.  De historische achtergrond van het gebouw is nog steeds aanwezig door verscheidene elementen van de oude brouwerij die een plaats kregen doorheen de verschillende afdelingen.

## Het Käthe Kollwitz Museum
In 2014 onderging de toenmalige Käthe Kollwitz-toren een metamorfose. Deze werd binnenin volledig vernieuwd en de tentoonstelling werd uitgebreid. Op 21 februari 2014 werd het officieel geopend als het Käthe Kollwitz Museum.  Deze veranderingen kwamen er naar aanleiding van de herdenking van de Eerste Wereldoorlog.  De tentoonstelling van het museum is opgedragen aan Käthe en haar zoon Peter.

## De tentoonstelling

### Peter Kollwitz
Het museum brengt op een interactieve manier het verhaal van Peter, als een jonge Duitse soldaat in de Eerste Wereldoorlog die vrijwel onmiddellijk na zijn aankomst om het leven kwam aan het front in Diksmuide. Onder andere zijn voormalige grafsteen van op het Duits militair kerkhof in Vladslo kreeg een plaats in de tentoonstelling. Op de grafsteen vind je duidelijk de sporen terug van duizenden bezoekers die bij hun bezoek zijn naam hebben aangewezen. 

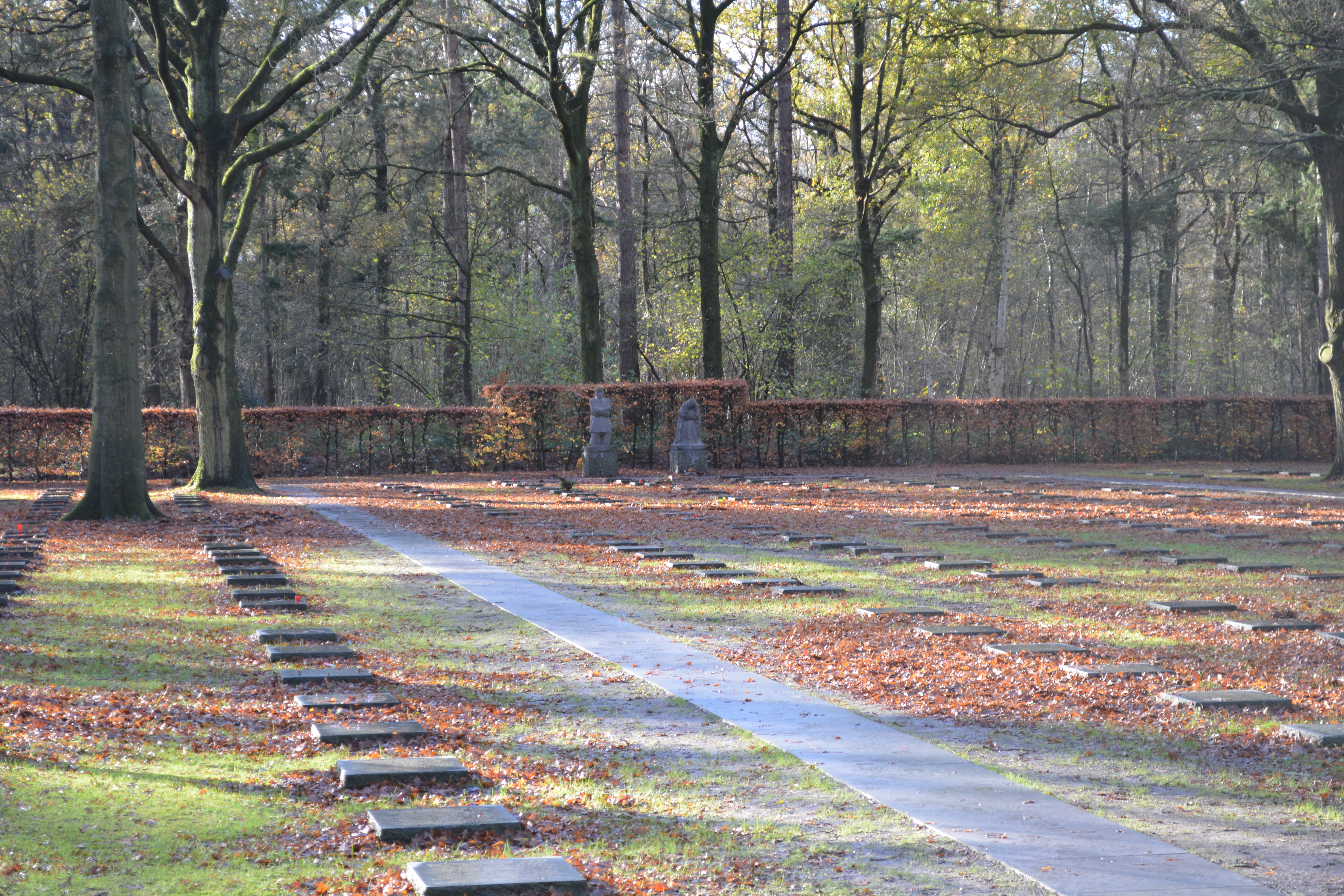
De Duitse begraafplaats in Vladslo met op de achtergrond "Het Treurende Ouderpaar" van Käthe Kollwitz. Net voor de beelden ligt de grafsteen van haar zoon Peter Kollwitz.

### Käthe Kollwitz
Het museum vertelt over Käthe die haar verdriet probeerde te verwerken aan de hand van beelden te maken van treurende ouders. Deze beelden kijken nu uit over het Deutscher Soldatenfriedhof Vladslo waar haar zoon Peter begraven ligt samen met nog 25.643 andere Duitse soldaten.
Verder stelt het museum ook nog vele originele etsen en andere werken van de kunstenares tentoon.

## Raf Seys
Raf Seys wordt gezien als de bezieler van het museum.  Een groot deel van de werken die tentoongesteld worden in het museum zijn afkomstig uit zijn persoonlijke collectie die hij samen met een deel van zijn erfenis schonk aan de gemeente Koekelare.  Zijn nalatenschap werd gebruikt voor de vernieuwing en renovatie van verschillende culturele projecten in Koekelare.

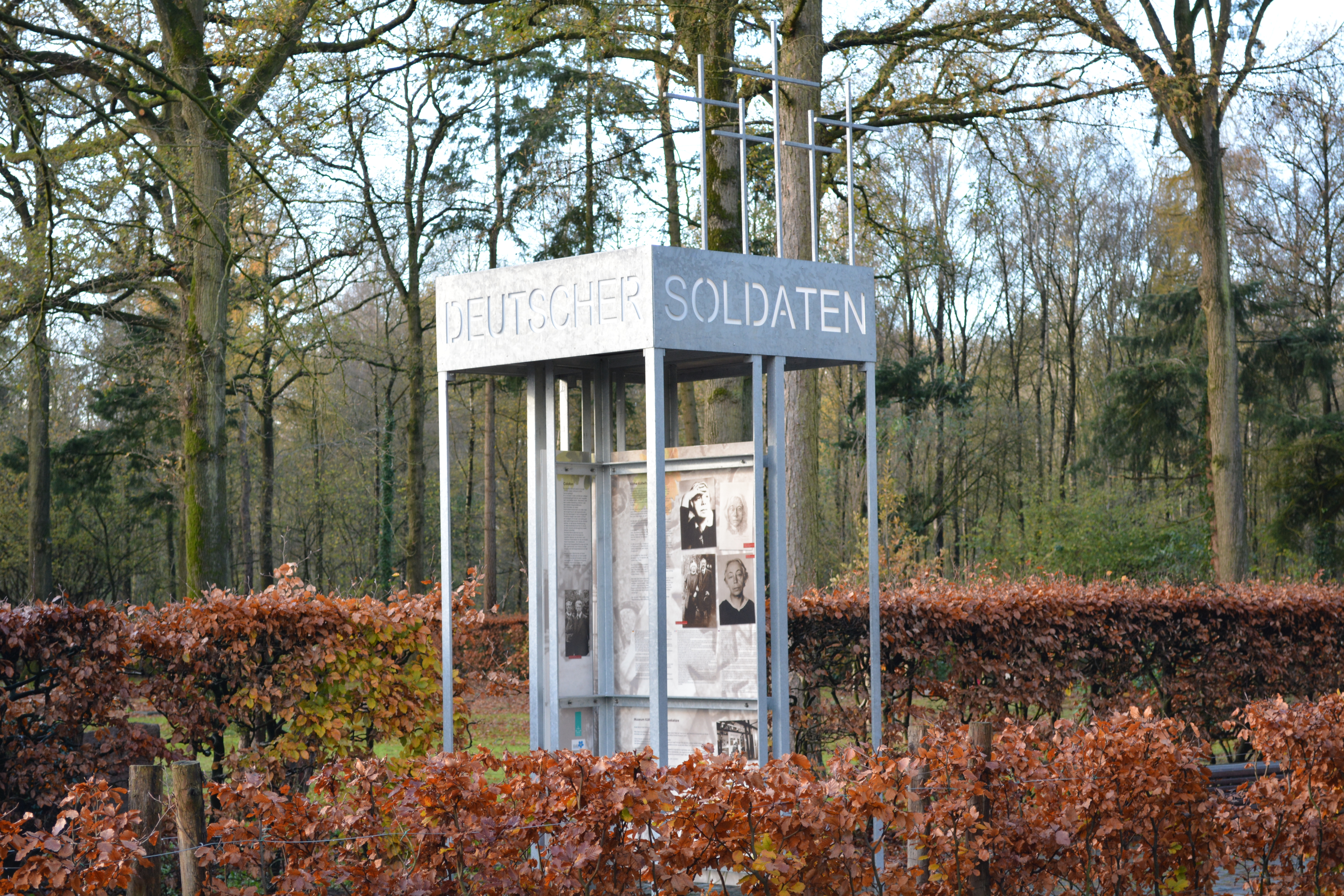
Een informatie zuil vlak naast de hoofdingang van het Deutscher Soldaten Friedhof in Vladslo.
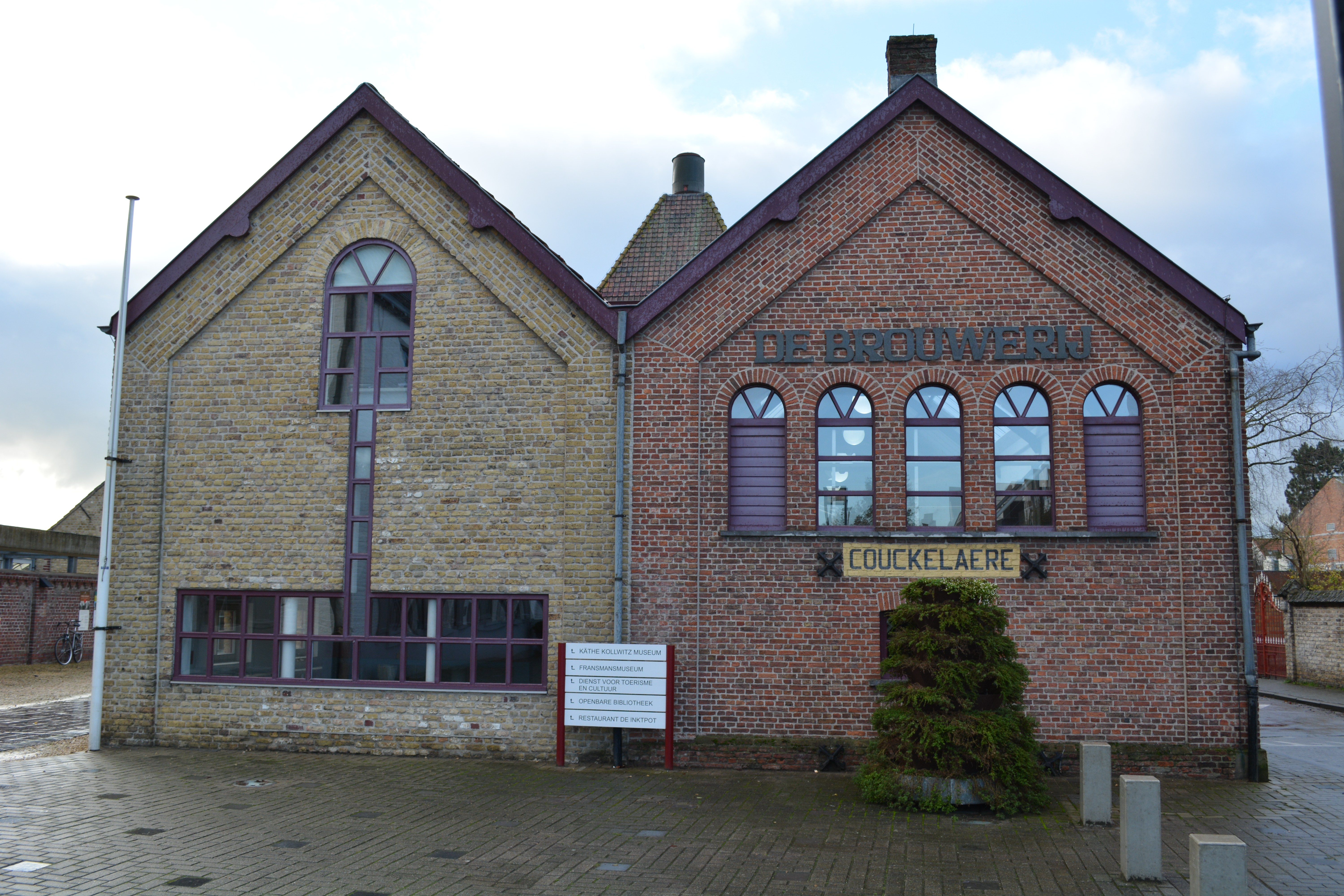
In dit gebouw bevinden zich de bibliotheek, een restaurant, het Käthe Kollwitz museum en de dienst Toerisme en Cultuur van Koekelare.
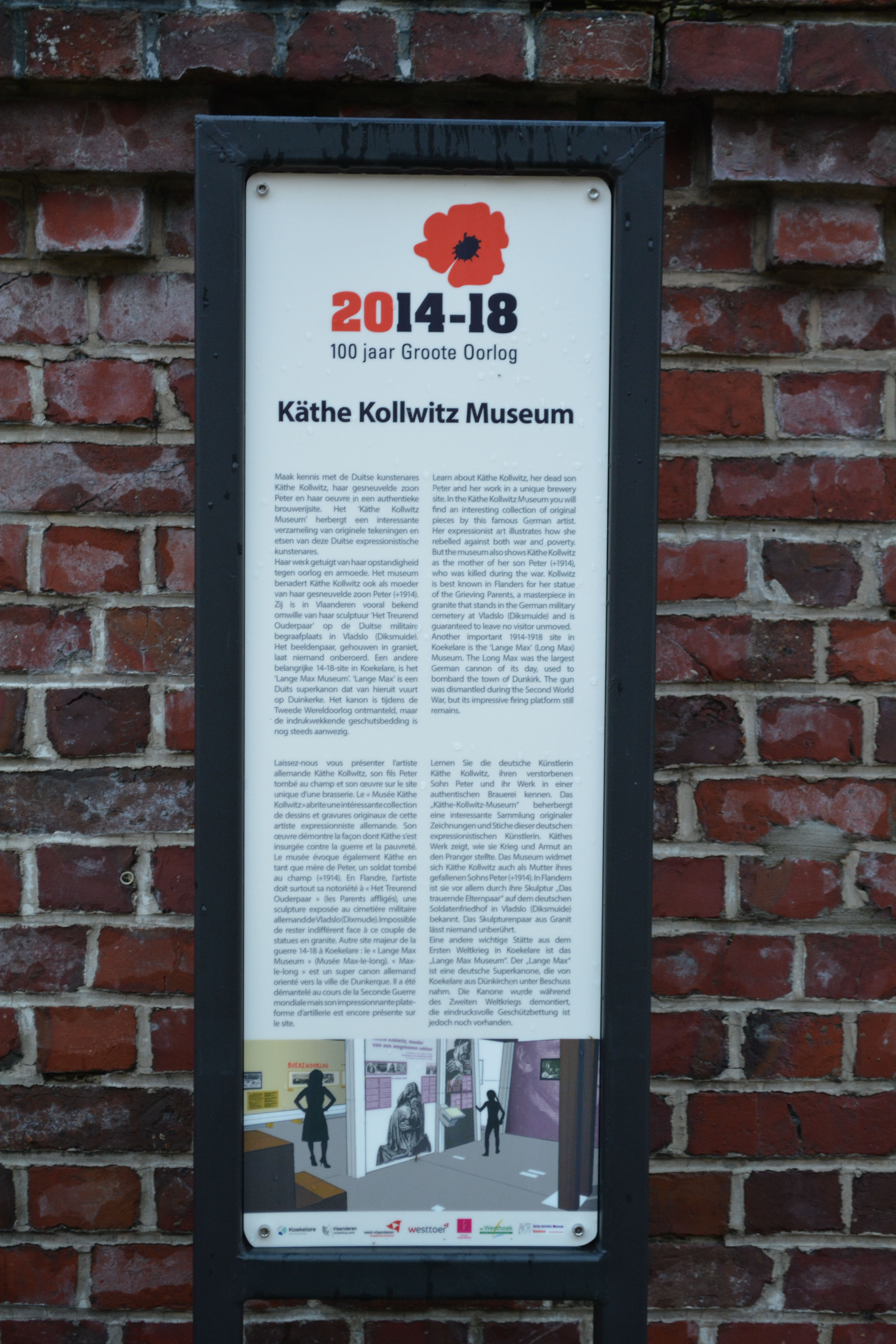
Dit bord bevindt zich buiten het Käthe Kollwitz museum en geeft een voorstelling van het Museum en wie Käthe Kollwitz is.
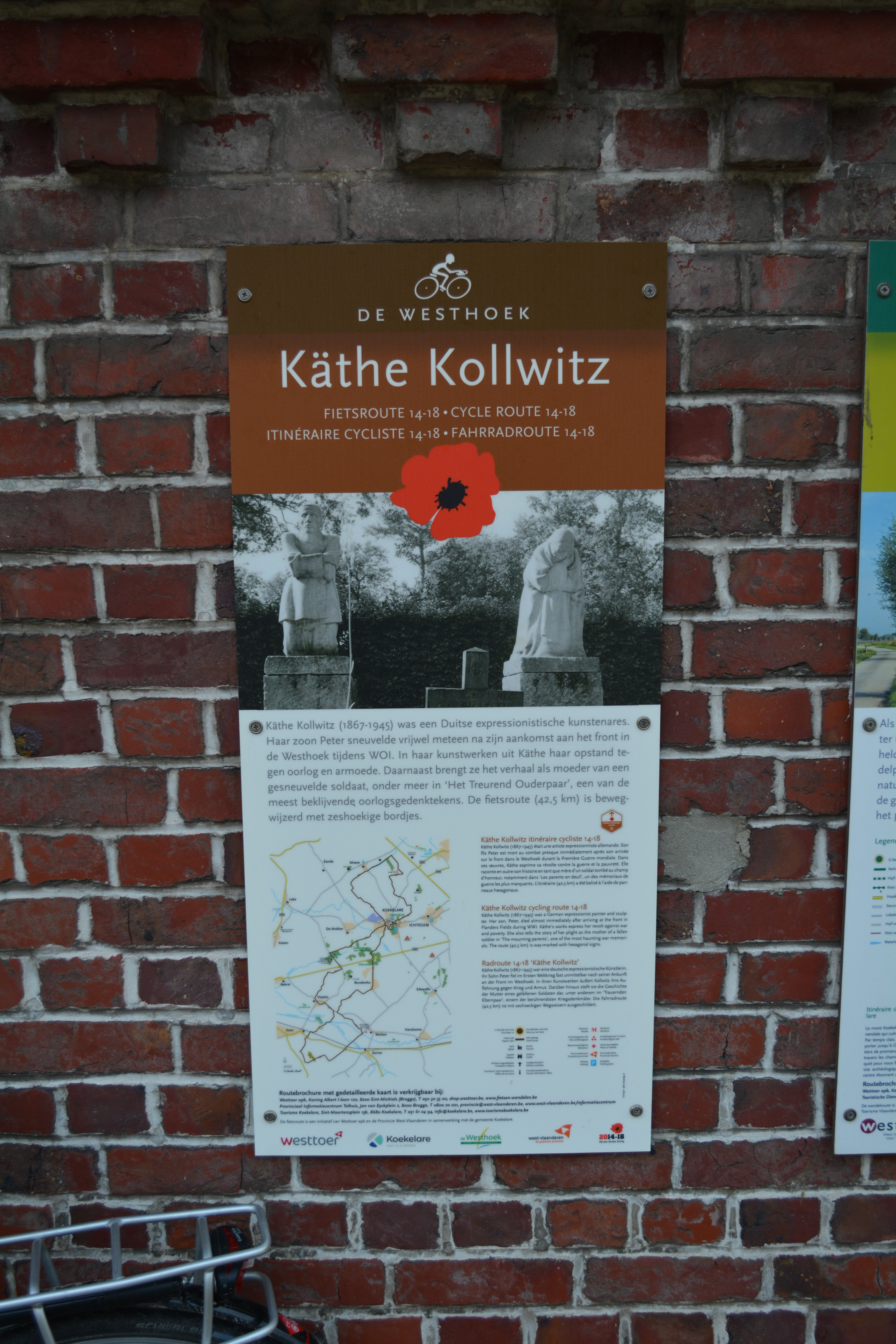
Dit bord geeft informatie over de fietsroute gewijd aan Käthe Kollwitz en de Eerste Wereldoorlog.
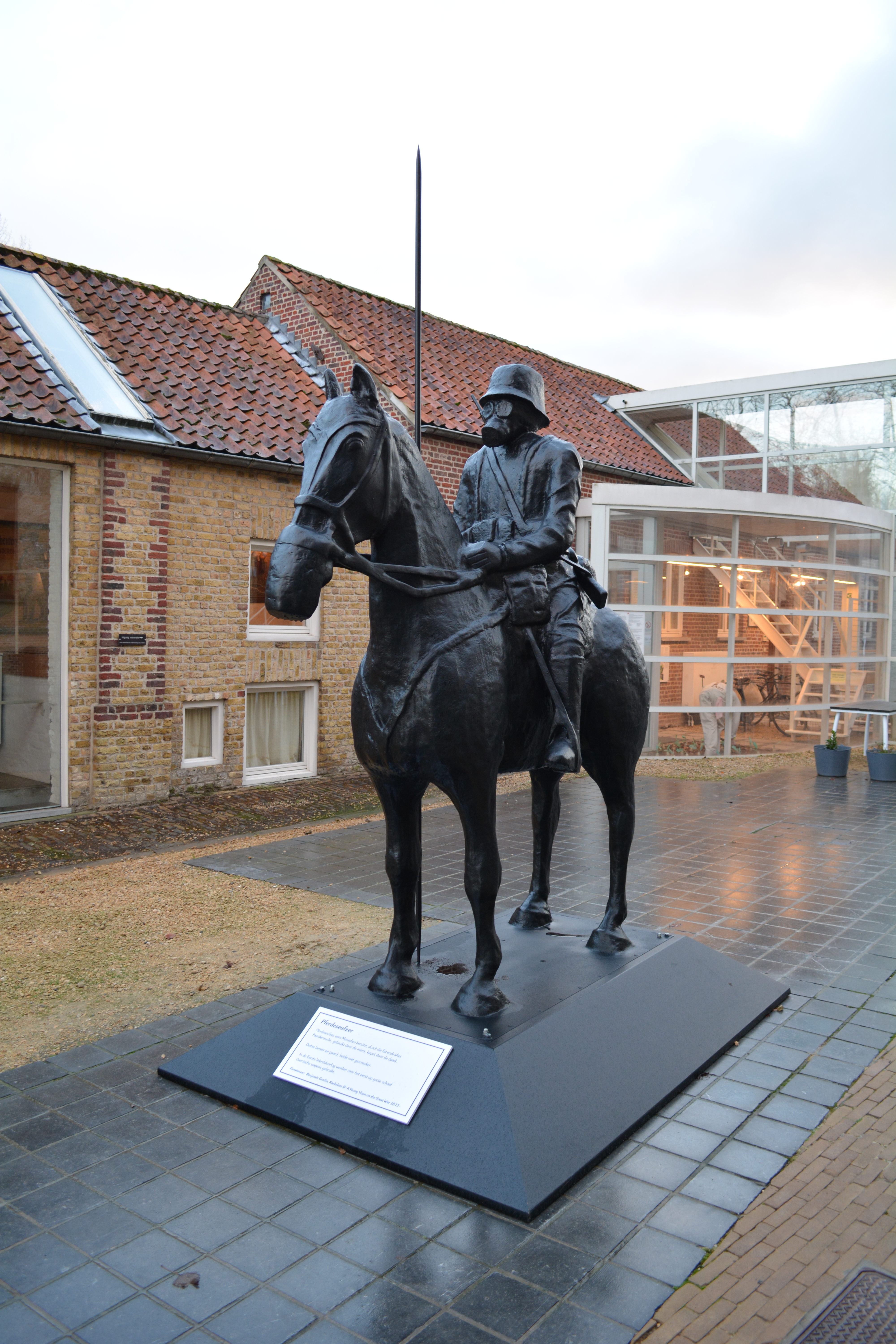
Een kunstwerk van Benjamin Gardin. Het stelt een Duitse Lansier en paard voor. Beiden met gasmasker.
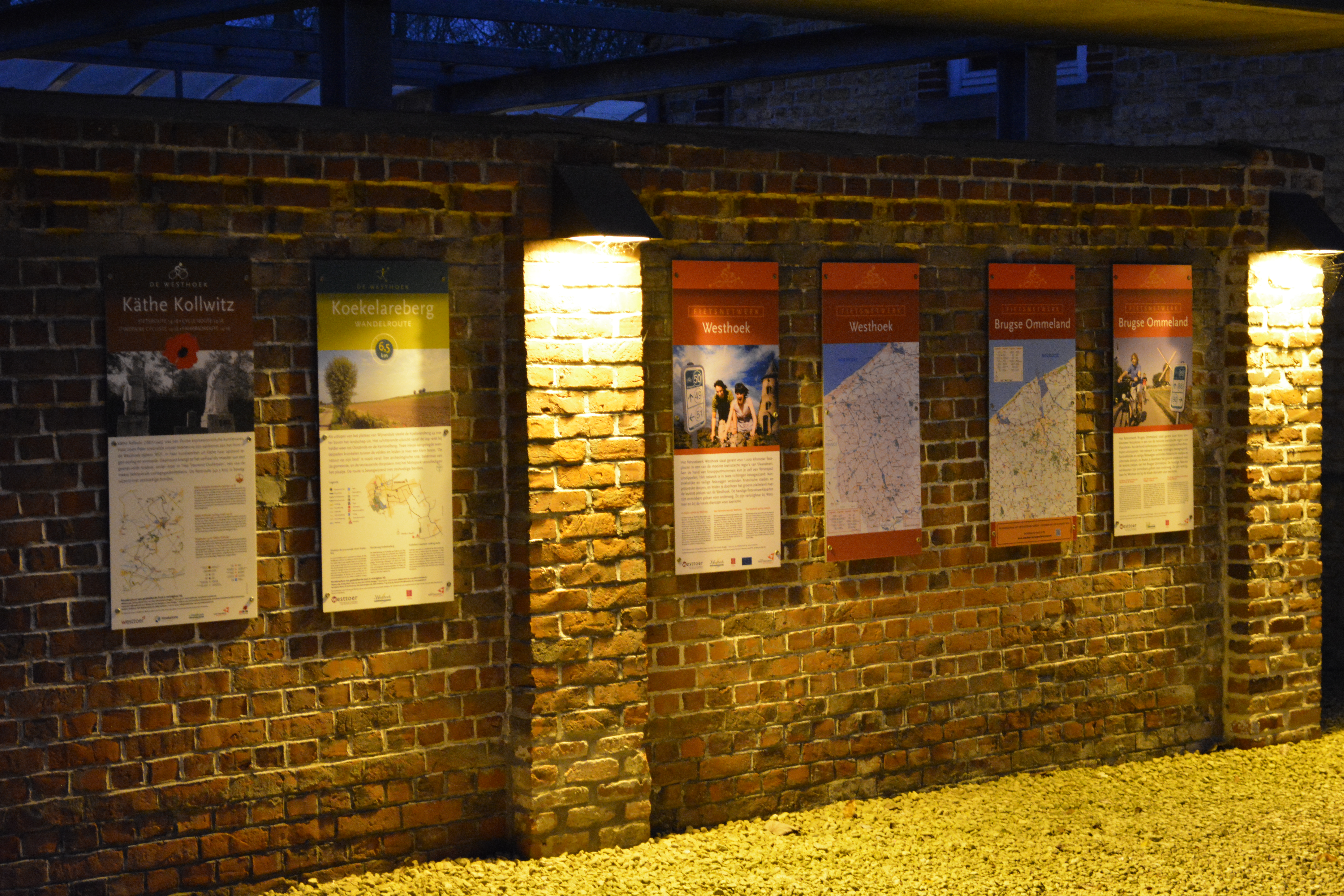
Deze verschillende infoborden geven informatie over meerdere activiteiten in de regio van het Koekelare, die opgetrokken zijn rond het thema 14-18. Ter herdenking van de Eerste Wereldoorlog.